# Артур фон Хун
Артур фон Хун (на немски: Arthur Ernst von Huhn) е германски журналист. Военен кореспондент в Руско-турската война (1877 – 1878) и Сръбско-българската война (1885).
Артур фон Хун е журналист във в-к „Kölnische Zeitung“. По време на Руско-турската война (1877 – 1878) е военен кореспондент в Полевия щаб на Действащата Руска армия. Изпраща многобройни кореспонденции от театъра на военните действия.
Отново пристига в България след провъзгласяване на Съединението на Княжество България и Източна Румелия (1885). Отразява хода и развитието на Сръбско-българската война (1885). Главен акцент в кореспонденциите му е Сливнишката битка. Събира богати впечатления от развитието на България и ги публикува в своите книги: „Борбата на българите за съединението си. Политическо-военна история на българо-румелийските събития в 1885 г.“, Русе, Скоропечатница на Ст. Ив. Роглев, 1887 и „Из българските бурни времена“, Русе, 1890.